# Lotus 87
A Lotus 87 egy Formula–1-es versenyautó, amelyet a Team Lotus tervezett és versenyeztetett az 1981-es Formula–1 világbajnokság második felében, valamint az 1982-es bajnokság első futamán. Pilótái Elio de Angelis és Nigel Mansell voltak.

## Áttekintés
Az autó egy újabb továbbfejlesztése volt a szívóhatás (ground effect) koncepciójának. Elődje, a Lotus 81 leginkább azért szenvedett, mert a kasztnija nem volt elég merev, összehasonlítva a rivális Williams FW07-essel. Ezért a Lotus szénszálas karosszériát épített, amelyet kevlárral erősített meg azért, hogy az anyag megfelelő erősségű legyen. A gyakorlatban ez nem vált be. Maga az autó egyébként is azért jött létre, mert a forradalminak szánt Lotus 86-ost (későbbi nevén Lotus 88) betiltották, ezért gyorsan építeni kellett egy, a szabályoknak megfelelő kasztnit. Arra a 87-es nem volt alkalmas, hogy futamokat nyerjenek vele, pilótái néhány alkalommal pontokat tudtak szerezni. Amikor aztán a rivális turbómotoros csapatok, a Renault és a Ferrari kezdtek egyre versenyképesebbek lenni, muszáj volt az autó tömegét csökkenteni, hogy versenyképes maradhasson a csapat. Ebből lett a Lotus 87B variáns, amit az 1982-es dél-afrikai nagydíjon vetettek be. Ez azonban csak egyszeri szereplés volt, mert a Lotus 91 már a következő futamon átvette a helyét.

## Eredmények
(félkövérrel jelölve a pole pozíció, dőlt betűvel a leggyorsabb kör)
| Év   | Csapat                                  | Kasztni | Motor        | Gumik | Pilóták         | 1   | 2   | 3   | 4   | 5   | 6   | 7   | 8   | 9   | 10  | 11  | 12  | 13  | 14  | 15  | 16  | Pontok | Helyezés |
| ---- | --------------------------------------- | ------- | ------------ | ----- | --------------- | --- | --- | --- | --- | --- | --- | --- | --- | --- | --- | --- | --- | --- | --- | --- | --- | ------ | -------- |
| 1981 | Team Essex Lotus John Player Team Lotus | 87      | Cosworth DFV | MG    |                 | USW | BRA | ARG | SMR | BEL | MON | ESP | FRA | GBR | GER | AUT | NED | ITA | CAN | CPL |     | 22*    | 7.       |
| 1981 | Team Essex Lotus John Player Team Lotus | 87      | Cosworth DFV | MG    | Nigel Mansell   |     |     |     |     |     | KI  | 6   | 7   | NK  | KI  | KI  | KI  | KI  | KI  | 4   |     | 22*    | 7.       |
| 1981 | Team Essex Lotus John Player Team Lotus | 87      | Cosworth DFV | MG    | Elio de Angelis |     |     |     |     |     | KI  | 5   | 6   | DSQ | 7   | 7   | 5   | 4   | 6   | KI  |     | 22*    | 7.       |
| 1982 | John Player Team Lotus                  | 87B     | Cosworth DFV | G     |                 | RSA | BRA | USW | SMR | BEL | MON | DET | CAN | NED | GBR | FRA | GER | AUT | SUI | ITA | CPL | 30**   | 5.       |
| 1982 | John Player Team Lotus                  | 87B     | Cosworth DFV | G     | Nigel Mansell   | KI  |     |     |     |     |     |     |     |     |     |     |     |     |     |     |     | 30**   | 5.       |
| 1982 | John Player Team Lotus                  | 87B     | Cosworth DFV | G     | Elio de Angelis | 8   |     |     |     |     |     |     |     |     |     |     |     |     |     |     |     | 30**   | 5.       |

* Ebből 13 pontot gyűjtöttek a Lotus 87-essel. A csapat idény közben a Michelin gumijairól Goodyear-re váltott.
** A 87B egyetlen pontot sem szerzett.

## Fordítás
Ez a szócikk részben vagy egészben  a   Lotus 87 című angol Wikipédia-szócikk ezen változatának fordításán alapul.  Az eredeti cikk szerkesztőit annak laptörténete sorolja fel. Ez a jelzés csupán a megfogalmazás eredetét és a szerzői jogokat jelzi, nem szolgál a cikkben szereplő információk forrásmegjelöléseként.